# خودکشی در نیروهای نظامی
خودکشی در نیروهای نظامی عمل پایان دادن به زندگی در حین یا پس از یک شغل یا خدمت در نیروهای مسلح است.

یک پوستر پیشگیری از خودکشی در ارتش ایالات متحده، ۲۰۱۲ میلادی

در حالی که میزان خودکشی در سازمان‌های نظامی در سطح بین‌المللی متفاوت است، آمارهای رسمی در چند کشور نشان می‌دهد که خطر به‌طور مداوم در زیرگروه‌هایی خاص بالاتر است.
در بریتانیا، پرسنل جوان خدمتگزار به‌طور قابل توجهی بیشتر از پرسنل مسن تر و غیرنظامیان همسن به زندگی خود پایان می‌دهند.
بر اساس تحقیقات انجام شده در استرالیا، کانادا، بریتانیا و ایالات متحده (ایالات متحده)، خطر خودکشی در میان پرسنل نظامی سابق بیشتر از پرسنل در حال خدمت یا جمعیت عمومی است. این خطر به ویژه در میان کهنه سربازانی که در سنین جوانی به این گروه پیوسته‌اند، مشخص‌تر است.
برخلاف باور عمومی، بر اساس تحقیقات انجام شده در کانادا، دانمارک، بریتانیا و ایالات متحده، استقرار در یک منطقه جنگی به‌طور کلی با افزایش خطر خودکشی مرتبط نیست. با این حال، شرکت در کشتن یک فرد یا شاهد کشته شدن و زخمی شدن فردی دیگر می‌تواند خطر خودکشی را افزایش دهد.
یک مطالعه روی ارتش ایالات متحده نشان داد که مرحله شغلی که بیشترین خطر خودکشی را به همراه دارد، اعزام نظامی نمی‌باشد بلکه آموزش نظامی اولیه زمانی که فرد با بیشترین میزان سرگردانی و استرس مواجه می‌شود است.
افرادی که بیشتر در معرض خطر خودکشی در طول یا بعد از یک حرفه نظامی هستند عبارتند از:
1. افرادی که دوران کودکی پریشان و مشکل‌داری داشته‌اند.[۱۲]
2. افرادی که از لحاظ درجه نظامی رتبه پایین‌تری دارند.[۱۷][۱۸][۱۹][۲۰][۲۱]
3. افرادی که در شرایط رزمی نزدیک در جنگ هستند.[۲۲][۲۳]
4. افرادی که خیلی زود پس از پیوستن به خدمت نظامی آن را ترک می‌کنند.[۳][۹][۲۴]

برخی عوامل خطر شناخته شده دیگر برای خودکشی در زندگی نظامی رایج عبارتند از افسردگی، اختلال اضطراب پس از سانحه، سوء مصرف الکل، قلدری و آزار و اذیت جنسی.
تفاوت در میزان خودکشی در جمعیت‌های مورد مطالعه مختلف نظامی ممکن است نشان‌دهنده تغییراتی در شیوع مشکلات روانی مرتبط مانند اضطراب، افسردگی و سابقه آسیب‌رسانی به خود باشد.

## میزان شیوع و وقوع
تحقیقات انجام شده در استرالیا، کانادا، بریتانیا و ایالات متحده نشان می‌دهد که خودکشی یک مشکل فراگیر در زندگی نظامی، به ویژه پس از ترک خدمت می‌باشد. همچنین مشخص شد که جوان‌ترین افراد بیشتر تحت تأثیر خودکشی قرار می‌گیرند.

### خودکشی در کادر نظامی درحال خدمت
در کشورهایی که داده‌هایی جمع‌آوری شده بود، میزان خودکشی در میان کارکنان نیروهای مسلح به‌طور گسترده‌ای متفاوت است. جدول زیر نرخ‌های خودکشی پرسنل مرد در نیروهای مسلح عادی (یعنی بدون احتساب نیروهای ذخیره نظامی) چهار کشور را با مقایسه با جمعیت عمومی را نشان می‌دهد.
|              | محدوده زمانی | نرخ خام در هر ۱۰۰/۰۰۰ | خطر نسبت به جمعیت عمومی |
| ------------ | ------------ | --------------------- | ----------------------- |
| استرالیا     | ۲۰۰۲–۲۰۱۹    | ۱۱                    | -۵۱٪                    |
| کانادا       | ۲۰۱۵–۲۰۱۹    | ۲۵                    | +۱۲۲٪                   |
| انگلستان     | ۲۰۰۲–۲۰۲۱    | ۸                     | -۵۷٪                    |
| ایالات متحده | ۲۰۲۰         | ۳۲                    | ≈۰                      |

از آنجایی که اکثر پرسنل نظامی مرد هستند و خودکشی یک رویداد نادر است، معمولاً نمی‌توان نرخ معنی‌داری را در بین پرسنل زن محاسبه کرد. ارتش ایالات متحده به دلیل بزرگیش یک استثنا است. میزان خودکشی در میان پرسنل زن ارتش ایالات متحده آمریکا در سال ۲۰۲۰ میلادی ۱۲ در هر ۱۰۰۰۰۰ نفر بود.

### خودکشی در کادر نظامی سابق
به‌طور معمول، پرسنل نظامی سابق بیشتر از پرسنل در حال خدمت به زندگی خود پایان می‌دهند. جدول زیر نرخ خودکشی را در میان کارکنان سابق نیروهای مسلح در سه کشور را نشان می‌دهد.
|              | محدوده زمانی | نرخ خام در هر ۱۰۰/۰۰۰ | خطر نسبت به جمعیت عمومی |
| ------------ | ------------ | --------------------- | ----------------------- |
| استرالیا     | ۲۰۰۲–۲۰۱۹    | ۳۰                    | ۲۴٪                     |
| کانادا       | ۲۰۱۵–۲۰۱۹    | گزارش نشده            | +۳۹٪                    |
| ایالات متحده | ۲۰۱۹         | ۳۳                    | +۵۲٪                    |

(وزارت دفاع بریتانیا اعلام کرده‌است که از سال ۲۰۲۳ میلادی جمع‌آوری و انتشار آمار رسمی خودکشی در نیروهای مسلح سابق خود را آغاز خواهد کرد.)
تحقیقات نشان می‌دهد که دوره حداکثر خطر برای کسانی که نیروهای مسلح را ترک می‌کنند در سال‌های کوتاه پس از ترخیص دو سال در بریتانیا و چهار سال در کانادا می‌باشد.

### خودکشی در کادر نظامی جوان و کهنه‌سربازان
آمار رسمی از استرالیا، کانادا، بریتانیا و ایالات متحده نشان می‌دهد که پرسنل جوان تر با خطرات بیشتری روبرو هستند.
برای مثال، در بریتانیا، در حالی که میزان خودکشی در میان سربازان مرد به‌طور کلی ۵۷ درصد کمتر از جمعیت عمومی بین سال‌های ۲۰۰۲ و ۲۰۲۱ بود، این میزان در میان افراد زیر ۲۰ سال ۳۱ درصد بیشتر است. نمودارهای روبرو خطر بالا را در جوانترین گروه سنی نشان می‌دهد.

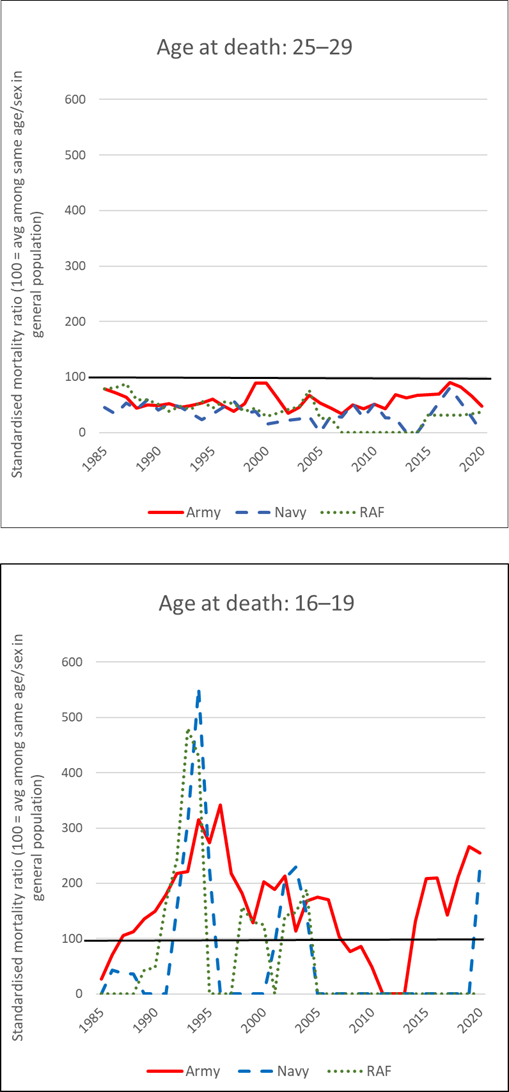
خودکشی در بین مردان در دو گروه سنی (۱۶–۱۹ و ۲۵–۲۹) که در نیروهای مسلح عادی بریتانیا (خطوط رنگی) خدمت می‌کنند نسبت به جمعیت عمومی (خط سیاه) در بین سالهای ۱۹۸۵–۲۰۲۰. منبع: وزارت دفاع بریتانیا

خطر در میان پرسنل نظامی جوان سابق به‌طور قابل توجهی بیشتر از غیرنظامیان هم سن و کهنه سربازان مسن است. به عنوان مثال، در بریتانیا، نیروهایی که جوانان را به خدمت می‌گیرند، پس از ترک نیروهای مسلح، نسبت به پرسنل مسن تر و همسالان غیرنظامی خود، با افزایش خطر آسیب به خود و خودکشی بیشتری روبرو هستند. در مقایسه با کارکنان همسن و سال خود، میزان خودکشی در میان پرسنل سابق جوان در بریتانیا بین دو تا سه برابر بیشتر است. در استرالیا نیز چنین است. در هر دو کشور و علاوه بر آن در کانادا، خطر نسبی خودکشی در بین پرسنل جوان سابق نیز به‌طور مداوم بسیار بالاتر از نرخی است که در میان غیرنظامیان هم سن مشاهده می‌شود.
جدول زیر میزان خودکشی را در میان جوان‌ترین گروه‌های سنی نشان می‌دهد. داده‌ها در سه کشور جمع‌آوری شده‌است (به بازه‌های تاریخ متفاوت توجه کنید).
|              | محدوده زمانی | گروه سنی | پرسنل سابق در گروه سنی: نرخ خودکشی در هر ۱۰۰۰۰۰ | خدمت پرسنل در گروه سنی: نرخ خودکشی در هر ۱۰۰۰۰۰ | پرسنل سابق: خطر خودکشی نسبت به جمعیت عمومی |
| ------------ | ------------ | -------- | ----------------------------------------------- | ----------------------------------------------- | ------------------------------------------ |
| استرالیا     | ۲۰۰۲–۲۰۱۹    | زیر ۳۰   | ۳۴                                              | ۱۳                                              | +۶۸٪                                       |
| کانادا       | ۱۹۷۶–۲۰۱۴    | زیر ۲۵   | گزارش نشده                                      | گزارش نشده                                      | +۱۵۲٪                                      |
| انگلستان     | ۱۹۹۶–۲۰۰۵    | ۱۶–۱۹    | ۳۰                                              | ۱۷                                              | +۱۹۳٪                                      |
| ایالات متحده | ۲۰۱۹         | ۱۸–۳۴    | ۵۱                                              | گزارش نشده                                      | گزارش نشده                                 |

## افراد و گروه‌های در معرض خطر

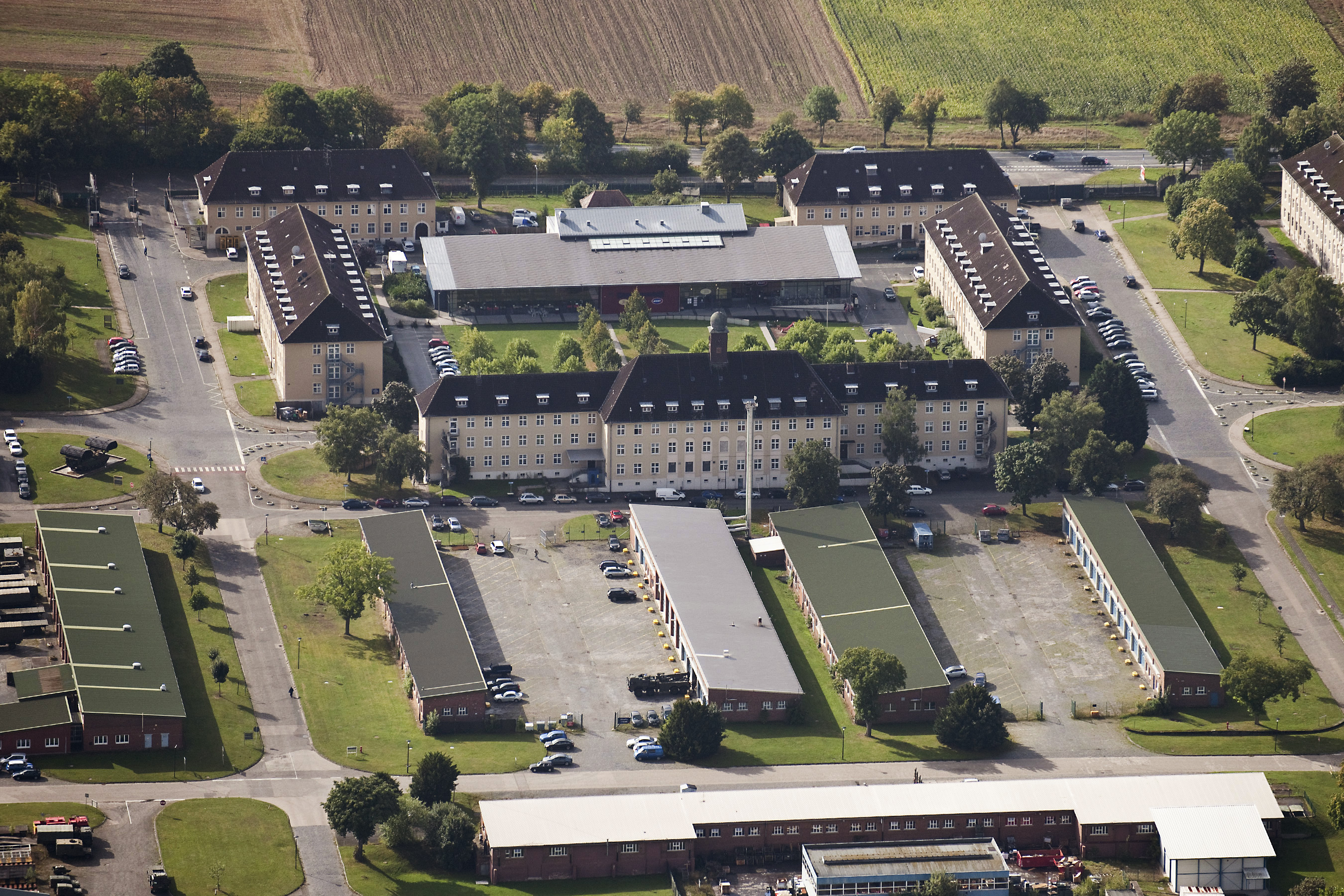
سرجوخه آنه ماری در پایگاه ارتش بریتانیا درزلاگر، آلمان گزارش داد که دو نفر از همکارانش در سال ۲۰۰۹ به او تجاوز کرده‌اند. پزشک قانونی به این نتیجه رسید که تجاوز جنسی و قلدری متقاعب توسط ارتش باعث خودکشی او در دو سال بعد شد.

افرادی که تجربه پریشانی دارند بیشتر مستعد خودکشی هستند. بر اساس تحقیقات انجام شده در کشورهای مختلف، برخی از چنین تجربیاتی معمولاً در نیروهای مسلح رایج تر از زندگی غیرنظامی هستند، از جمله:
- اضطراب، افسردگی و اختلال استرس پس از سانحه؛[۲۵][۲۶]
- قطع رابطه؛[۲۲][۵۹][۶۰]
- سوء استفاده از الکل و سوء مصرف مواد؛[۲۶][۲۷]
- قلدری؛[۲۸][۲۹][۳۰][۳۱] و
- آزار و اذیت جنسی.[۳۴][۳۵][۶۱]

به‌طور مشابه، تحقیقات نشان داده‌است که خطر خودکشی در زیرگروه‌های نظامی خاص بیشتر از سایرین است. علاوه بر آنهایی که در سنین پایین هستند، خطر بالایی در پرسنل در حال خدمت و سابق ذیل وجود دارد:
- آن‌هایی که در ارتش خدمت می‌کنند (در مقابل نیروی دریایی و هوایی)؛[۶۲][۶۳][۶۴]
- آنهایی که رتبه نظامی پایین‌تری نسبت به دیگران دارند؛[۱][۲۰][۲۱][۲۲][۶۵]
- آنهایی در نقش‌های رزمی نزدیک مانند پیاده‌نظام هستند؛[۱۴][۲۲][۲۳]
- آنهایی که در دوران کودکی آسیب دیده بوده‌اند؛[۱۲][۶۶][۶۷]
- آنهایی که ترک خدمتشان در چند سال اول خدمت بوده،[۳][۹][۲۱] به ویژه اگر برخلاف میلشان از خدمت نظامی اخراج شده باشند.[۳][۲۴]

یک مطالعه روی ارتش ایالات متحده نشان داد که دوره اوج تلاش برای خودکشی نه در حین یا پس از اعزام، بلکه آموزش اولیه، زمان اجبار روانی طولانی مدت، سرگردانی و استرس است. در این مطالعه سه نقطه در مرحله شغلی شناسایی که در آن تلاش‌های خودکشی به احتمال زیادتری انجام می‌شود شناسایی شد. این سه نقطه عبارتند از اوایل آموزش اولیه، اواخر اولین تور عملیاتی و چند ماه پس از بازگشت به خانه. از این میان، آموزش اولیه بیشترین خطر را داشت و میزان اقدام به خودکشی چهار برابر بیشتر از میزانی بود که در اولین اعزام مشاهده شده. نمودار زیر نتایج مطالعه را نشان می‌دهد.
| \| اوج امتیازات مرحله شغلی برای اقدام به خودکشی در ارتش ایالات متحده، 2004-2009 \| اوج امتیازات مرحله شغلی برای اقدام به خودکشی در ارتش ایالات متحده، 2004-2009 \| اوج امتیازات مرحله شغلی برای اقدام به خودکشی در ارتش ایالات متحده، 2004-2009 \| اوج امتیازات مرحله شغلی برای اقدام به خودکشی در ارتش ایالات متحده، 2004-2009 \| اوج امتیازات مرحله شغلی برای اقدام به خودکشی در ارتش ایالات متحده، 2004-2009 \| \| ---------------------------------------------------------------------------- \| ---------------------------------------------------------------------------- \| ---------------------------------------------------------------------------- \| ---------------------------------------------------------------------------- \| ---------------------------------------------------------------------------- \| \| نقطه زمانی \| نقطه زمانی \| \| تلاش برای خودکشی در هر ۱۰۰۰۰۰ نفر در ماه \| تلاش برای خودکشی در هر ۱۰۰۰۰۰ نفر در ماه \| \| \| \| \| \| \| \| ماه دوم آموزش اولیه \| ماه دوم آموزش اولیه \| \| ۱۰۳ \| ۱۰۳ \| \| \| \| \| \| \| \| ماه ششم اولین اعزام \| ماه ششم اولین اعزام \| \| ۲۵ \| ۲۵ \| \| \| \| \| \| \| \| ماه پنجم پس از اولین اعزام \| ماه پنجم پس از اولین اعزام \| \| ۴۰ \| ۴۰ \| \| \| \| \| \| \| \| منبع: Ursano et al. , 2016 \| \| \| \| \| |                            |  |                                          |                                          |
| اوج امتیازات مرحله شغلی برای اقدام به خودکشی در ارتش ایالات متحده، 2004-2009 |                            |  |                                          |                                          |
| نقطه زمانی | نقطه زمانی                 |  | تلاش برای خودکشی در هر ۱۰۰۰۰۰ نفر در ماه | تلاش برای خودکشی در هر ۱۰۰۰۰۰ نفر در ماه |
| |                            |  |                                          |                                          |
| ماه دوم آموزش اولیه | ماه دوم آموزش اولیه        |  | ۱۰۳                                      | ۱۰۳                                      |
| |                            |  |                                          |                                          |
| ماه ششم اولین اعزام | ماه ششم اولین اعزام        |  | ۲۵                                       | ۲۵                                       |
| |                            |  |                                          |                                          |
| ماه پنجم پس از اولین اعزام | ماه پنجم پس از اولین اعزام |  | ۴۰                                       | ۴۰                                       |
| |                            |  |                                          |                                          |
| منبع: Ursano et al. , 2016 |                            |  |                                          |                                          |

## خودکشی سربازان و نیروهای نظامی در ایران
خدمت سربازی در ایران اجباریست و خودکشی سربازان در نیروهای مسلح ایران پدیده‌ای است که بارها رسانه‌ای شده‌است. فهرستی از این پدیده را می‌توانید در جستار سربازی اجباری در ایران ببینید. در مطالعه باختر(۱۳۹۶) شیوع افکار خودکشی در سربازان کشورایران از 8.5 تا 4.28 درصد برآورد شد.